# Ekklesiasterion di Morgantina

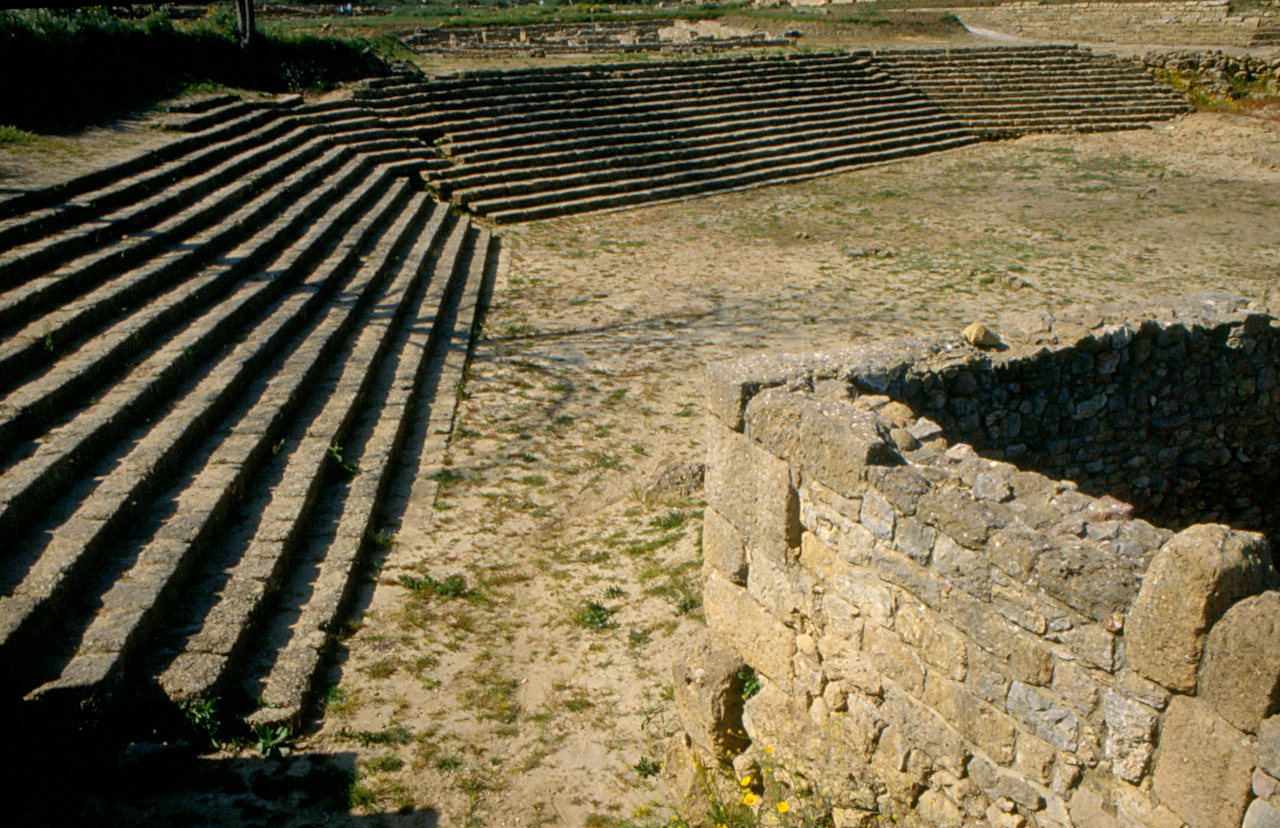
L'Ekklesiasteron, la gradinata trapezoidale usata come teatro e sede dell'assemblea cittadina

L'Ekklesiasterion di Morgantina è un complesso simile ad un teatro greco e si pensa avesse una funzione simile al comitium romano.
Sebbene la datazione sia incerta si pensa che venne realizzato alla fine del IV secolo a.C. da Timoleonte.
È un complesso di tre gradinate, tra le cui funzioni vi era anche quella di collegare l'agorà bassa a quella alta; fungeva da sede dell'assemblea.
Il podio dalla quale parlavano gli oratori (il bema) era sistemato di fronte al Pritaneo. Questa disposizione indica che Morgantina era una polis libera.
Nell'anno 317 a.C. Agatocle, esule da Siracusa, usò questo luogo per radunare un esercito di 1.500 soldati morgantini per riconquistare il potere in patria.